# Whats the Password
What’s the Password è il terzo e ultimo album di inediti del gruppo musicale new wave/disco tedesco Trio, pubblicato il 1º ottobre 1985 dall'etichetta discografica Mercury.

## Tracce
CD (Mercury 824 695-2 / EAN 0042282469526)
1. Ready for You - 5:02
2. But I Do Anyhow - 3:58
3. Kunstherzschröder - 4:25
4. Aids, die Zeit der Liebe ist vorbei - 5:26
5. Krach bum bäng zack Rüstung - 3:14
6. My Sweet Angel - 4:34
7. Energi - 4:34
8. Wahnsinn V 2 - 3:59
9. Drei gegen drei - 3:07